# (3777) McCauley
(3777) McCauley es un asteroide perteneciente al cinturón de asteroides, descubierto el 5 de mayo de 1981 por Carolyn Shoemaker desde el Observatorio del Monte Palomar, Estados Unidos.

## Designación y nombre
Designado provisionalmente como 1981 JD2. Fue nombrado McCauley en honor al geólogo estadounidense y experto en ciencias planetarias John Francis McCauley.